# 我是幸运儿
《我是幸运儿》（英語：I'm Lucky），2017年中国偶像剧，由林雨申、吕一领衔主演，于2017年4月11日在央视八套播出。

## 播出时间

### 首播
| 频道     | 所在地   | 播映日期      | 播出时间 | 备注 |
| -------- | -------- | ------------- | -------- | ---- |
| 央视八套 | 中国大陆 | 2017年4月11日 |          |      |

## 演员列表

### 主要演员
| 演员   | 角色   | 介绍 |
| 林雨申 | 丁学琪 | 高富帥，單純而又深情，溫暖又不失擔當、他對王小幸暗戀十年，在對方經歷過兩次失敗的婚姻之後，依然癡情守候，在女友遭到網絡暴力攻擊、前夫肆意抹黑時，他總是第一個站出來替女友遮風擋雨。                                                                             |
| 吕一   | 王小幸 | 時尚插畫師，誓將愛情進行到底。王小幸在經歷過父母離異後，自己也捲入婚姻黑洞不能自拔，接連遭遇兩個極品前任後，雖然深受打擊，但她仍用一顆真誠樂觀的心去探索進入婚姻“圍城”的道路。後來王小幸被癡情男丁學琪感動，為了和他在一起，她用自己的愛和真誠克服了諸多困難。 |

### 其他演员
| 演员   | 角色   | 介绍 |
| 李肖宁 | 林一兵 | 王小幸的前夫，也是一個控制欲極強的“暴力男”，因為在單親家庭長大，受他父親的影響對女人抱有很大偏見，一方面想努力追求自己的幸福，另一方面也抵抗不了自己想要控制一切的心裡，導致了自己與王小幸婚姻生活非常不順遂並最終離婚。 |
| 周璞   | 杨晓东 | 林一兵前員工，丁學琪好友，娜娜果園員工 |
| 高郡伟 | 陈一诚 | 陳小幸前夫(第一任) |
| 鲍大志 | 王西安 | 王小幸父親,與陈丽娜離婚. |
| 田淼   | 陈丽娜 | 王小幸母親，開娜娜果園,與王西安離婚. |
| 宋珂欣 | 范紫玉 | 丁學琪的髮小，林一兵前女友.四年前一場自製一場車禍讓自己斷腿毀容. |
| 关慧卿 | 鲁婷婷 | 王小幸助理. |
| 钱泳辰 | 金学铭 | |

## 电视剧歌曲
| 曲别   | 歌名           | 演唱者       | 作词   | 作曲        |
| 主题曲 | 我是幸运儿     | 哈琳、宝乐尔 | 王生宁 | 宝乐尔      |
| 片头曲 | 事过境迁       | 哈琳         | 赵汉卿 | 呼戈        |
| 片尾曲 | 如果没有遇见你 | 哈琳         | 哈琳   | 得.比和尔图 |
| 插曲   | 让我爱你       | 岳佳楠       | 岳佳楠 | 岳佳楠      |

## 电视节目的变迁
| 中国大陆 央视八套                                 | 中国大陆 央视八套                           | 中国大陆 央视八套 |
| ------------------------------------------------- | ------------------------------------------- | ----------------- |
|                                                   | 我是幸运儿 （2017年4月11日－2017年4月23日） |                   |
| 和妈妈一起谈恋爱 （2017年3月27日－2017年4月11日） | 御姐归来 （2017年4月23日－2017年5月5日）    |                   |